# プライスバラエティ ナンボDEなんぼ
『プライスバラエティ ナンボDEなんぼ』（プライスバラエティ ナンボでなんぼ）は、2000年から2010年にかけて放送されていた関西テレビ制作のトークバラエティ番組である。
通称は「ナンボDEなんぼ」で、正式タイトルで呼ばれることはほとんど無い。司会は、メッセンジャーの黒田有と関西テレビアナウンサーの山本浩之。

## 番組概要

### 詳細
2000年10月14日（13日深夜）にスタート。当初は金曜日の深夜1時からの放送だった。
開始当初は、メインパネラーに『開運!何でも鑑定団』の中島誠之助が当たり、あらゆる品々にまつわる語られなかったお値段について調査して語り合う企画。
作家の印税とはいくら稼げるものか、有名AV男優を招いてギャラの額やこぼれ話、競馬などギャンブルにまつわる経済価値などを面白おかしく語ったもの。
レポート＆パネラーに同じ鑑定団から芸能・スポーツジャンル鑑定士前野重雄が解説するなどの展開だった。
その後、2003年4月5日から土曜日昼13時からの放送に移動した。移動後の放送時間は、毎週土曜日13:00 - 13:55。
関西テレビの他にも、一部のFNN系列局でも放送された。また、2009年3月まではスカパー!の関西テレビ☆京都チャンネルでも放送されていた（詳細は「各地の放送時間」を参照）。
金曜深夜の時代は、7つの質問をゲストに回答してもらい、個々の質問を振り返りながらトークをする、というものであった。セットは全体的に暗く、時に過激な会話が飛び出した。
また、ロケコーナーの「無駄ムダ調査隊」では、視聴者からの投稿を基にメッセンジャー黒田（ムダレッド）と山本浩之（ムダブルー）が「無駄遣いばかりしている」という女性宅を訪問。ムダブルーこと山本アナが、局アナらしからぬ仕草（自身の特徴である禿頭を前に向けながら円形状の光線を出す「ツルピカビーム」など）や表情を見せながら、ムダレッドと一緒に無駄遣いの実態を暴く姿が本番組の名物になった。コーナーの冒頭でお約束としてムダレッドがムダブルーに対し早くフリーになるよう進言していた。（2013年からフリー）
土曜昼に移動してからは、セットが全体的に明るく纏められた。移動後はゲストとのトークより企画モノが中心となった。
毎年、年末年始には2時間スペシャルが放送されていた。

### 黒田の不祥事〜突然の番組終了
2009年12月26日未明、司会の黒田が傷害容疑で大阪府警に逮捕されたことを受け、当日正午から2時間25分の年末特番が放送される予定だったが、放送中止を決め『赤い霊柩車23・聰明な殺意』と『さんまのまんま』の再放送に差し替えられた。同日夜の放送で、黒田の出演している「人志松本のすべらない話〜5周年記念 夢のオールスター戦 歴代MVP全員集合スペシャル〜」に関しては、放送冒頭などに収録日の字幕を入れた上で通常通り放送された。
2010年1月放送分は、レギュラー出演のシャンプーハットやロザンなどを司会に、企画内容や番組セットや不定期出演のゲストもそのままで、「ナンボDEなんぼ」の番組名を出さずに「○○SP」と言うタイトルで放送するという形式で放送されていた。なお、この1月放送分から山本は出演していない。また、放送予定だった年末特番も放送されないままお蔵入りとなった。
黒田は2010年1月12日に被害者との示談が成立し、起訴猶予処分となり釈放された。ただし、所属事務所は無期限の謹慎処分を下したため、以降の放送も不確定のままであったが、再開せず終了となった（後述）。
1月9日・16日放送分ではシャンプーハットとロザン菅広文が、1月23日・30日放送分ではなるみとフットボールアワーが司会をした。1月30日の放送が事実上最後の放送となった。
2月以降の同放送枠では岡山放送を除き以下の番組を放送、ネット局も本番組と同様に遅れて放送された。
- 2月6日「明日しゃべりたくなるウラ情報満載!ウラツウ!!」（司会:川島明（麒麟）、北川弘美）- ロケ番組
- 2月13日「最終決戦まであと10日いよいよ!R-1ぐらんぷり2010〜ファイナリスト決定SP」- 2月23日に放送された「R-1ぐらんぷり2010決勝」の事前番組
- 2月20日「臨時発売!さんまのまんま大全集」
- 2月27日「不況を切り抜ける勇気をもらおう!ヒット企業を大解剖スペシャル」
- 3月6日「美のカリスマに学べ!オンナの美しさ大研究スペシャル」
- 3月13日「おばちゃんたちのハートをつかめ!ベストパフォーマー決定戦」
- 3月20日「雨上がり決死隊のピュアになれるぶらり旅 沖縄ピュアりツアー」
- 3月27日「たかじん胸いっぱいSP」
- 4月3日「第45回上方漫才大賞」

遅れネット局のうち岡山放送では本来レギュラー放送再開予定だった16日について、同じ関西テレビ制作の『タカトシラベ』に差し替えて放送された。23日・31日も同様に単発特番を放送し、2月6日放送分からは14時台に放送されていた番組（『さんまのまんま』と『アナ★バン!（フジテレビ制作）』）が繰り上げて放送され、14時〜17時は連続ドラマの2〜3話連続再放送に充てた。上記の番組のうち「R-1グランプリSP」・「さんまのまんま大全集」・「たかじん胸いっぱいSP」以外は火曜深夜の単発特番（FNSソフト工場枠、「沖縄ピュアりツアー」のみ5月15日12:00）に放送された。
関西テレビでは、2010年3月10日の番組改編会見で、本番組の打ち切りを正式に発表。同年4月10日からは、ブラックマヨネーズの司会による『ウラマヨ!』の放送を開始した。黒田は、2013年3月3日深夜に放送の特別番組『宮根のどないアングル〜どうでもいい?!究極の三択』で山本と共演し、本番組への出演自粛から約3年振りに同局の番組へ出演した。翌2014年4月には黒田・山本に加えて新たに東野幸治をMCに迎え、トリオ体制での新番組『ちゃちゃ入れマンデー』として再スタートし、2023年現在も継続している。

## 出演者
司会
- いずれも2009年12月19日まで、2010年1月放送分は司会は週替わり。
  - 黒田有（メッセンジャー）
  - 山本浩之（関西テレビアナウンサー）

メインパネラー
・初代　中島誠之助
- 二代目　円広志

サブパネラー（準レギュラー）
- シャンプーハット
- 前野重雄

サブパネラー（その他）
| - 千鳥 - 笑い飯 - ギャロップ - ロザン - サバンナ - たむらけんじ | - 土肥ポン太 - 月亭八光 - 宮崎哲弥 - アジアン - なるみ - 立花理佐 - いとうまい子 | - 西川史子 - ちはる - 大久保佳代子 - 熊田曜子 - 夏川純 - 杉本有美 | - 大島麻衣 - 土岐田麗子 - 福田萌 - 青島あきな - 山田まりや | - 辰巳奈都子 - 太田在 ほか |

ナレーション
- 菱田盛之

## 過去の出演者
- 柏原芳恵
- 清水よし子
- 中島誠之助
- 井筒和幸
- 井上公造
- 鮎川りな
- 前野重雄
- レギュラー
  - ムダホワイト：松本康太/ムダブラック：西川晃啓
- ブラックマヨネーズ
  - 元・準レギュラー、シャンプーハットと隔週出演。

## スタッフ
- 構成：儀賀保秀、桝野幸宏、佐久間貴司、やまだともカズ、近藤一朗
- リサーチ：田中文章、永岑広憲
- TD（テクニカルディレクター）/SW（スイッチャー）：菊池幸雄（ウエストワン）
- CAM（カメラマン）：島廻忠司・渡邊康司（ウエストワン）
- MIX（ミキサー音声）：寺嶋紀雄・渡辺俊彦・長池哲（ウエストワン）
- 照明：金子宗央・中村貴志（KTV）、須賀半二
- VTR編集：中村秀則、塩見淳
- MA：田淵健太
- 美術：岡崎忠司（KTV）
- セットデザイン：井内克信
- 美術進行：永田道徳
- メイク：パウダー
- タイトル：藤田真規
- 取材ディレクター：中畔弘敬（フリーラン）、杉浦圭太（D-REC）、中西常之（ZettonZ）
- ディレクター：若松雅也・高山浩児・岡本圭太（メディアプルポ）
- プロデューサー：東田元（KTV）、松本浩（メディアプルポ）
- 協力：i-PARK
- 技術協力：ウエストワン、大阪共立、テレプロ、テレコープ、ビデオユニテ
- スタッフ協力：D-REC、ゼットンゼット、フリーラン
- 制作協力：メディアプルポ
- 制作著作：関西テレビ

### 過去のスタッフ
- プロデューサー：高島公美・乾正志（KTV）、貝津幸典・増田幸一郎（メディアプルポ）
- ディレクター：重信好輝、白附克仁、西川達也、溝上正造、竹本聡志
- CAM（カメラマン）：片山勝（KTV）
- MIX（ミキサー音声）：永田誠（KTV）
- VTR編集：岡村康弘（深夜時代）、河井祐
- MA：西原長治、植田靖央、萩原隆之
- 美術：浅田夏子（KTV）

## 各地の放送時間

### 番組終了時点の放送局
（2009年12月時点）
| 放送対象地域   | 放送局           | 系列    | 放送曜日及び放送時間     | 放送日の遅れ |
| -------------- | ---------------- | ------- | ------------------------ | ------------ |
| 近畿広域圏     | 関西テレビ       | FNS系列 | 土曜 13時00分-13時55分   | 制作局       |
| 山形県         | さくらんぼテレビ | FNS系列 | 土曜 10時45分-11時40分   | 21日遅れ     |
| 新潟県         | 新潟総合テレビ   | FNS系列 | 日曜深夜 1時00分-2時00分 | 30日遅れ     |
| 岡山県・香川県 | 岡山放送         | FNS系列 | 土曜 13時00分-14時00分   | 21日遅れ     |

### 途中で打ち切り、または不定期で放送していた局
| 放送対象地域 | 放送局                    | 系列                    | 放送曜日及び放送時間                                                                                      | 放送日の遅れ  | 備考                                                                            |
| ------------ | ------------------------- | ----------------------- | --- | ------------- | ------------------------------------------------------------------------------- |
| CS放送 全国  | 関西テレビ☆京都チャンネル | 関西テレビの CS放送部門 | 月曜深夜1時30分-2時30分 水曜19時-20時 木曜深夜1時30分-2時30分 金曜16時-17時 土曜21時-22時 日曜深夜0時-1時 | 17日-23日遅れ | 関西テレビ☆京都チャンネルが2009年4月末で放送終了のため、2009年3月末で放送終了。 |

- このほか、テレビ埼玉でも数回程度単発にて放送されたことがある（『たかじん胸いっぱい』[6]の休止時に穴埋めで放送していた）[7]。
- 三重テレビでは、2008年4月1日まで放送されていた[7]。
- テレビ愛媛では木曜14:35-15:30に放送されていたが、『快傑えみちゃんねる』を放送していた[8]ため、打ち切られた。
- テレビ新広島では、2008年4月からこの枠で『おじょママ!F』（現在は終了）を放送するため、打ち切り。ちなみに、愛媛県では場所によってはアナログ放送で見ることができた。
- 石川テレビでも2009年5月頃まで土曜の午後3時頃に放送されていたが、テレビ東京制作の日曜ビッグバラエティ等の2時間近い枠の番組の放送が相次いだ為、自然消滅的に打ち切りとなった。
- 山陰中央テレビ、高知さんさんテレビ、テレビ長崎、テレビ熊本でも放送されていた。
- 富山テレビでも2009年9月27日まで日曜深夜0時25分-1時25分の枠で放送されていた。ちなみに、この時間帯はF-1中継の枠の為、F-1中継が放送される度に放送が1週間遅くなっていた為、当初は2、3遅れだった放送が、最終的には1ヵ月半近い遅れとなっていた。